# برنامه هسته‌ای مصر
عدلی منصور، رئیس‌جمهور مصر در ۷ نوامبر ۲۰۱۳ اعلام کرد که این کشور در حال راه‌اندازی دوبارهٔ برنامهٔ انرژی هسته‌ای خود در الضبعه است؛ همچنین با ساکنین این منطقه نیز توافقی جهت ساخت یک منطقه مسکونی صورت گرفت. احمد امام، وزیر برق مصر، به‌دلیل مقدار کم منابع انرژی تجدیدپذیر و کمبود سوخت، این پروژه را «لازم» خواند.

## تاریخچه
برنامهٔ انرژی هسته‌ای مصر در سال ۱۹۵۴ آغاز شد و نخستین رآکتور تحقیقاتی ئی‌تی‌آرآر-۱ در سال ۱۹۵۸ از سوی اتحاد جماهیر شوروی تحویل داده‌شد و توسط جمال عبدالناصر در انشاص واقع در دلتای نیل افتتاح شد.
در سال ۱۹۶۴ یک ایستگاه انرژی هسته‌ای با توان ۱۵۰ مگاوات الکتریکال راه‌اندازی شد و پس از آن نیز در سال ۱۹۷۴ یک ایستگاه دیگر با توان ۶۰۰ مگاوات الکتریکال به این شبکه اضافه شد. همچنین ادارهٔ نیروگاه‌های انرژی هسته‌ای (NPPA) نیز در سال ۱۹۷۶ تأسیس شد و در سال ۱۹۸۳ کارگاه الضبعه واقع در ساحل مدیترانه‌ای این کشور برای احداث نیروگاه انتخاب شد. پس از شکست مصر در مقابل اسرائیل در جنگ شش‌روزه در سال ۱۹۶۷ و ضعیف شدن اقتصاد مصر، برنامهٔ هسته‌ای این کشور متروک شد. در سال ۱۹۶۸ کشور مصر پیمان منع گسترش جنگ‌افزارهای هسته‌ای را امضا کرد اما با اشاره به شواهدی مبنی بر راه‌اندازی برنامه سلاح‌های هسته‌ای توسط اسرائیل، تصویب این پیمان را به تعویق انداخت. در نتیجه مصر بسیاری از متخصصان و دانشمندان هسته‌ای خود که برای جستجوی موقعیت‌های شغلی باید به خارج از کشور سفر می‌کردند را از دست داد. بعضی از این دانشمندان و متخصصان به برنامه هسته‌ای عراق پیوستند و سایر آنان نیز به کانادا مهاجرت کردند؛ برنامه‌های هسته‌ای مصر پس از وقوع فاجعه چرنوبیل متوقف شدند.
مصر در سال ۱۹۹۲ یک رآکتور تحقیقاتی چندمنظوره ئی‌تی‌آرآر-۲ با قدرت ۲۲ مگاوات را از آرژانتین تحویل گرفت.
در سال ۲۰۰۶ مصر اعلام کرد که قصد دارد برنامهٔ هسته‌ای غیرنظامی خود را احیاء کرده و در مدت ۱۰ سال یک ایستگاه انرژی هسته‌ای ۱٬۰۰۰ مگاواتی را در الضبعه بنا کند. برآورد شده بود که هزینهٔ ساخت این نیروگاه معادل ۱٫۵ میلیارد دلار خواهد بود و با مشارکت سرمایه‌گذاران خارجی احداث خواهد شد. در مارس ۲۰۰۸ توافقنامه‌ای با موضوع استفاده‌های صلح‌آمیز از انرژی هسته‌ای را با روسیه به امضا رساند.
در سال ۲۰۱۲ منطقهٔ الضبعه هدف معترضینی قرار گرفت که مدعی بودند زمین‌های آن‌ها به اشتباه برای جا بازکردن جهت نیروگاه هسته‌ای توسط دولت گرفته شده‌است. تا سال ۲۰۱۲ مجموعهٔ الضبعه در نتیجهٔ این اعتراض‌ها تعطیل شده بود. از آنجا که احداث این نیروگاه متوقف شده بود، دولت محمد مرسی دربارهٔ برنامه‌هایش برای این نیروگاه هیچ بیانیه‌ای منتشر نکرد.
مصر در ۲۹ آوریل ۲۰۱۳ از مذاکرات دربارهٔ اجرا و تأثیرگذاری پیمان منع گسترش جنگ‌افزارهای هسته‌ای (NPT) در ژنو کنار کشید، اما به‌عنوان تصویب‌کنندهٔ این پیمان باقی ماند.
مصر در نوامبر ۲۰۱۵ و مارس ۲۰۱۷ توافقنامه‌های مقدماتی برای آغاز به کار نخستین رآکتور انرژی آبی-آبی|رآکتور وی‌وی‌ئی‌آر-۱۲۰۰ در نیروگاه انرژی هسته‌ای الضبعه در سال ۲۰۲۴ را با شرکت هسته‌ای روسیه‌ای روس‌اتم امضا کرد. گفتگو برای تأیید نهایی ادامه خواهد داشت.

## فعالیت‌های هسته‌ای اعلام‌نشده
آژانس بین‌المللی انرژی اتم (IAEA) در اوایل سال ۲۰۰۴ و اواخر سال ۲۰۰۵ تحقیق بررسی در مورد آزمایش‌های کشف‌نشده را آغاز کرد که نتایج آن توسط کارکنان سابق و کنونی این آژانس در منابع آزاد منتشر شد. این تحقیقات به نمایان شدن مواد، فعالیت‌ها و تأسیسات هسته‌ای مرتبط با
استخراج، واگردانی، پرتوافکنی و غنی‌سازی که به آژانس گزارش نشده بودند، منجر شد و یک تیم از بازرسان آژانس از ۹ تا ۱۳ اکتبر ۲۰۰۴ از مرکز پژوهش‌های هسته‌ای در انشاص بازدید کردند.
محمد البرادعی، مدیر کل آژانس انرژی اتمی در ۱۴ فوریه ۲۰۰۵ گزارشی را تسلیم شورای حکام کرد که شامل گزارش کشف «قصور متعدد مصر در گزارش به آژانس مطابق با تعهداتش» بود.
مصر، با بیان اینکه دولت این کشور و آژانس دارای «تعابیر متفاوت» از تعهدات پادمانی مصر هستند، و نیز تأکید بر اینکه «فعالیت‌های هسته‌ای [این کشور] اکیداً با اهداف صلح‌آمیز» هستند، قصور خود در گزارش‌دهی به آژانس را توجیه کرد. بر همین اساس مصر اقدامات اصلاحی را انجام داد و مبادرت با همکاری کامل در طول تحقیق سال‌های ۲۰۰۴ و ۲۰۰۵ نمود. این تحقیقات زمانی پایان یافت که آزانس بین‌المللی انرژی اتمی هیچ تفاوتی میان یافته‌های آژانس و آنچه در زمان تحقیق اعلام شده بود کشف نکرد، و هیچ شواهدی مبنی که نشانگر استخراج پلوتونیم یا غنی‌سازی اورانیوم یافت نشد، و بازرسی مختومه شد.
طبق یک گزارش محدود منتشر شده توسط آژانس انرژی اتمی در مهٔ ۲۰۰۹ (گزارش پیاده‌سازی پادمان آژانس بین‌المللی انرژی اتمی (SIR) برای سال ۲۰۰۸) و جمع‌آوری شده از سوی رویترز، نگهبانان هسته‌ای سازمان ملل متحد در آن زمان در حال تحقیق دربارهٔ کشف مقادیری از اورانیوم بسیار غنی‌شده (HEU) در تأسیسات پژوهشی هسته‌ای بوده‌اند. تشخیص این مقادیر بواسطهٔ نمونه‌های زیست‌محیطی برداشت‌شده در سال‌های ۲۰۰۷ و ۲۰۰۸ از مرکز پژوهش هسته‌ای صورت گرفت که نتیجهٔ آزمایش آن‌ها هم برای اورانیوم کمتر غنی‌شده (LEU) و هم برای اورانیوم بسیار غنی‌شده مثبت بوده و اینکه این ذره‌های اورانیوم بسیار غنی‌شده در درجهٔ تسلیحاتی بوده‌اند یا خیر تأیید نشد.
مصر علت کشف مواد HEU را اینطور ذکر کرد که این موارد «می‌توانند از طریق آلودگی مخازن حمل رادیوایزوتوپ وارد کشور شده‌باشند»، و بازرسان آژانس انرژی اتمی نیز منبع این ذرات را وارسی نکرده بوده‌اند، و همچنین شواهدی مبنی بر اشتباه بودن توضیحات مصر موجود نبود. علاوه بر این، این گزارش استنتاج می‌کند که مسائل قبلی در مورد فعالیت‌های هسته‌ای اعلام‌نشده و مواد گزارش‌شده به شورای حکام در فوریه ۲۰۰۵ دیگر حل‌نشده محسوب نمی‌شوند و تمامی مواد هسته‌ای اعلام‌شده در فعالیت‌های صلح‌آمیز باقی ماندند.

### آزمایش‌های واگردانی اورانیوم
در طول بازرسی‌های دسامبر ۲۰۰۴ و ژانویه ۲۰۰۵، آژانس بین‌المللی انرژی اتمی کشف کرد که مصر در گزارش اولیه در سال ۱۹۸۲ در ارائه گزارش برخی مواد کوتاهی کرده‌است؛ این موارد عبارت بودند از ۶۷ کیلوگرم اورانیوم تترافلورید (UF4) وارداتی، ۳ کیلوگرم فلز اورانیوم وارداتی و تولیدشده به‌صورت بومی، ۹٫۵ کیلوگرم ترکیبات توریم وارداتی و مقادیر کمی از اورانیوم دی‌اکسید (UO2)، تری‌اکسید اورانیوم (UO3) و اورانیوم تترافلورید انبارشده در زیرزمین ساختمان شیمی هسته‌ای واقع در انشاص. مصر گزارش کرد که مواد هسته‌ای را وارد کرده و پیش از ورود اجباری خود به توافق پادمانی، با استفاده از این مواد واگردانی اورانیوم را به پیش برده‌است و سپس امکان دسترسی به ساختمان شیمی هسته‌ای، که آزمایش‌ها بر روی واگردانی اورانیوم در چارچوب توسعهٔ کارکنان برای بخش نخست چرخهٔ سوخت در آن انجام گرفته بود را برای آژانس فراهم کرده و فهرستی از مواد هسته‌ای وارداتی و موادی که متعاقباً تولید شده بودند و در گزارش اولیه در سال ۱۹۸۲ گزارش نشده بودند را در اختیار آژانس قرار داد.
مصر به آژانس اعلام کرد که ادارهٔ مواد هسته‌ای (NMA) پروژه‌ای را جهت بازیابی چگالهٔ سنگ معدن اورانیوم از فعالیت‌های پالایشگاه اسید فسفریک در انشاص به‌عنوان یک محصول جانبی آغاز کرده اما در جداسازی اورانیوم موفق نبوده‌است. مصر برنامهٔ خود برای فروشویی توده‌ای سنگ معدن اورانیوم سینا و بیابان‌های شرقی کشور را به آژانس ارائه کرد و اعلام کرد که هیچ مقداری از چگالهٔ سنگ معدن اورانیوم تولید شده در نتیجهٔ فعالیت‌های فروشویی در سطح از خلوص و ترکیبی که نیازمند گزارش باشند، نبوده‌اند.

### فعالیت‌های مرتبط با بازفرآوری
آژانس بین‌المللی انرژی اتمی در مارس ۲۰۰۱ و ژوئیه ۲۰۰۲ در حال تحقیق بر روی نمونه‌های محیطی گرفته‌شده از تابشگردانهای رآکتور ئی‌تی‌آرآر-۱ بود و مقادیری از آکتینیدها و فراورده‌های شکافت را کشف کرد که مصر در مورد آن‌ها در ژوئیه ۲۰۰۳ توضیحاتی ارائه کرد. طبق توضیح مصر، وجود این ذرات به یک پوشش فلزی سوخت هسته‌ای صدمه‌دیده مربوط بود که به آلودگی آب رآکتور، که از مخازن نمونهٔ پرتوافکنی‌شده به داخل تابشگردان‌ها نفوذ کرده‌بود، منجر شده بود.